# Costel Câmpeanu
Costel Câmpeanu (n. 14 mai 1965, Bacău, România) este un portar român, retras din activitate.
În prezent este profesor de educație fizică și sport la un liceu în Bacău.
Este al patrulea fotbalist ca număr de prezențe în Liga I (470).

## Titluri

### Jucător

#### Club
Dinamo București
- Liga 1: 1989–90
- Cupa României: 1989–90

Gloria Bistrița
- Supercupa României (finalist): 1994
- Cupa României (finalist): 1995–96